# Brayan Córdoba
Brayan Stiven Córdoba Barrientos, noto semplicemente come Brayan Córdoba (Unguía, 18 settembre 1999), è un calciatore colombiano, difensore del CSKA Sofia.

## Carriera
Cresciuto nel settore giovanile dell'Atlético Nacional, debutta in prima squadra il 7 agosto 2019 in occasione dell'incontro di Categoría Primera A vinto 4-1 contro l'Atlético Huila.

## Statistiche

### Presenze e reti nei club
Statistiche aggiornate al 26 dicembre 2021.
| Stagione        | Squadra           | Campionato      | Campionato | Campionato | Coppe nazionali | Coppe nazionali | Coppe nazionali | Coppe continentali | Coppe continentali | Coppe continentali | Altre coppe | Altre coppe | Altre coppe | Totale | Totale |
| Stagione        | Squadra           | Comp            | Pres       | Reti       | Comp            | Pres            | Reti            | Comp               | Pres               | Reti               | Comp        | Pres        | Reti        | Pres   | Reti   |
| --------------- | ----------------- | --------------- | ---------- | ---------- | --------------- | --------------- | --------------- | ------------------ | ------------------ | ------------------ | ----------- | ----------- | ----------- | ------ | ------ |
| 2019            | Atlético Nacional | A               | 3          | 0          | CC              | 0               | 0               | CL+CS              | 0                  | 0                  |             | -           | -           | 3      | 0      |
| 2020            | Atlético Nacional | A               | 11         | 0          | CC              | 2               | 0               | CS                 | 2                  | 0                  |             | -           | -           | 15     | 0      |
| 2021            | Atlético Nacional | A               | 13         | 0          | CC              | 0               | 0               | CL                 | 5                  | 0                  |             | -           | -           | 18     | 0      |
| Totale carriera | Totale carriera   | Totale carriera | 27         | 0          |                 | 2               | 0               |                    | 7                  | 0                  |             | -           | -           | 36     | 0      |

## Palmarès

### Club

#### Competizioni nazionali
- Copa Colombia: 2

Atlético Nacional: 2018, 2021